# Adolphe Marty
Adolphe Marty   (Albi, 29 de setembre de 1865 - Valença d'Albigés, 28 d'octubre de 1942) fou un compositor francès.
Esdevingut cec a l'edat de 2 anys i mig, es va unir a l'Institut Nacional de la Ciència Jove a París el 1874 i va treballar allí amb Louis Lebel.
De 1884 a 1886, va estudiar composició amb Ernest Guiraud i òrgan amb César Franck al Conservatori de París, on va obtenir el primer premi per a orgue en 1886. És el primer cec en aconseguir aquesta gesta al conservatori.
En 1888, va succeir a Louis Lebel com a professor d'orgue a l'Institut National des Jeunes Aveugles (INJA). Va ensenyar fins a 1930, tenint alumnes com Louis Vierne, Augustin Barié, Paul Allix, André Marchal, Jean Langlais o Gaston Litaize. Léonce de Saint-Martin també va treballar amb ell en privat.
Organista a Saint-Paul d'Orléans del 1887 al 1888, esdevingué el titular del gran òrgan de Fermis de l'església de Sant François Xavier de París el 1891, càrrec que va ocupar fins a 1941. Va estar molt involucrat en la òrgan Puget que va inaugurar molts instruments, com el de la catedral d'Albi, el 20 de novembre de 1904.